# Levoboček
Levoboček (hanlivě bastard, dříve též panchart/parchant) je označení pro nemanželského potomka. Nemanželští synové panovníků byli označováni jako nelegitimní (vlastně v rozporu se zákonem, právem), což v praxi znamenalo, že pokud nebyli přijati za vlastní, neměli dědičné právo na trůn ani pozůstalost. Jako nelegitimní bývají označováni také potomci papežů (zejména v renesanci).

## Pojmenování
„Bastard“ (latinsky bastardus, fr. bâtard nejistého původu) je původně označení pro nelegitimního potomka šlechtického rodu, nemanželského syna (levobočka), později i každého míšence a v některých jazycích i pro křížence, například německy křížený pes der Bastardhund.[zdroj⁠?!] V raném středověku původně označení „bastard“ nemělo hanlivý příznak, například Vilém Normanský se tak sám označoval: „Ego Guillelmus, cognomento bastardus“.
Označení „panchart“, bylo do češtiny převzato z německého Banchart („zrozený na lavici“). Hanlivé "parchant" pak vzniklo přesmykem a v současnosti označuje osobu jednání podlého, nemorálního. Kromě toho se dříve používalo slovo „kopřivák“, což vyjadřovalo, že dítě bylo zplozeno „v kopřivách“, nikoli v manželském loži (v manželském svazku). Ovšem v typografii se slovo „panchart“ nebo „parchant“ (neživ. „parchanty“) používá jako označení pro sazečskou chybu – začíná-li stránka nebo sloupec posledním krátkým řádkem odstavce (tzv. sirotek), případně končí-li stránka samostatným nadpisem nebo prvním řádkem odstavce (tzv. vdova).
Archaické označení „sebranec“ ve starší české právní literatuře např. užíval Brikcí z Licka. Dosud je znám díky novele Zikmunda Wintera Rozina Sebranec, který dal vzniknout i stejnojmenné divadelní inscenaci a filmu.
Označení „ouhonče“ i „auhonče“ (nemanželské dítě) se vyskytuje v dokumentech třeboňského archivu. Matky nemanželského dítě jsou v třeboňských archivních knihách označeny symbolem podkovy.

## Známí levobočci
- Mikuláš I. Opavský, syn českého krále Přemysla Otakara II. a zakladatel opavské větve Přemyslovců
- Jan Volek, olomoucký biskup, syn českého krále Václava II.
- Jan Korvín, syn uherského krále Matyáše, který po otcově smrti neúspěšně usiloval o královský titul.[6]
- Vilém I. Anglický, anglický král a normanský vévoda
- Ludvík August, vévoda z Maine, oblíbený syn Ludvíka XIV.